# Undead Labs
Undead Labs LLC ist ein US-amerikanisches Entwicklungsstudio für Videospiele, mit Sitz in Seattle, Washington. Undead Labs wurde im November 2009 von Jeff Strain gegründet und entwickelte das Zombiespiel State of Decay. Seit Juni 2018 ist Undead Labs ein Tochterunternehmen von Microsoft.

## Geschichte

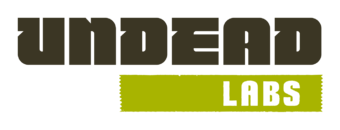
Altes Logo von Undead Labs (2009–2024)

Undead Labs wurde am 23. November 2009 von Jeff Strain mit dem Fokus auf Zombie-basierten Spiele gegründet. Am 3. Februar 2011 gab Undead Labs bekannt, dass sie mit Microsoft Game Studios zusammenarbeiten, um ihre Spiele auf der Xbox 360 und jetzt auch auf der Xbox One zu veröffentlichen. State of Decay erschien für Xbox 360 am 5. Juni 2013 und für Windows am 5. November 2013.
Am 11. Januar 2014 wurde bekannt gegeben, dass Undead Labs eine mehrjährige Mehr-Titel-Vereinbarung mit Microsoft Studios unterschrieben hat. Jeff Strain sagte, das erste State of Decay war der „Beginn von langfristigen Ambitionen von (Undead Labs)“, und sprach von vielen zukünftigen Titeln, die möglicherweise in das Franchise aufgenommen werden.
Am 10. Juni 2018 wurde während der E3 2018 bekanntgegeben, dass Undead Labs von Microsoft übernommen wurde und nun ein Teil der Microsoft Studios (jetzt als Xbox Game Studios bekannt) ist.

## Spiele
Am 5. August 2014 kündigten Undead Labs einen kostenlosen Rollenspiel-Titel für Android und iOS namens Moonrise an. Nach limitierten Veröffentlichungen für iOS in Kanda, Dänemark und Schweden am 3. Dezember 2014, wurde Anfang März 2015 eine Beta auf Steam gestartet gefolgt von Early Access am 27. Mai 2015. Das Spiel wurde nach 4 Monaten im Early Access abgebrochen. Android und iOS waren die ursprünglich geplanten Plattformen für die weltweite Veröffentlichung, aber die Android-Version wurde nie veröffentlicht, da sich das Spiel zum Zeitpunkt der Einstampfung noch in der Beta befand.
| Jahr | Titel                                     | Plattformen       |
| ---- | ----------------------------------------- | ----------------- |
| 2013 | State of Decay                            | Windows, Xbox 360 |
| 2015 | State of Decay: Year-One Survival Edition | Windows, Xbox One |
| 2018 | State of Decay 2                          | Windows, Xbox One |